# Håverud
Håverud is een plaats in de gemeente Mellerud in het landschap Dalsland en de provincie Västra Götalands län in Zweden. De plaats heeft 150 inwoners (2005) en een oppervlakte van 59 hectare.